# Newbridge, Edinburgh
Newbridge är en ort i Storbritannien.   Den ligger i kommunen Edinburgh och riksdelen Skottland, i den centrala delen av landet, 500 km norr om huvudstaden London. Newbridge ligger 62 meter över havet och antalet invånare är 1 013.
Terrängen runt Newbridge är platt åt nordväst, men åt sydost är den kuperad. Runt Newbridge är det ganska tätbefolkat, med 172 invånare per kvadratkilometer. Närmaste större samhälle är Edinburgh, 12,8 km öster om Newbridge. Trakten runt Newbridge består i huvudsak av gräsmarker.